# Miss Universo 1958
Miss Universo 1958 fue la 7.ª edición de Miss Universo. Se llevó a cabo el 25 de julio en el Long Beach Municipal Auditorium en Long Beach, California, Estados Unidos. En esta ocasión compitieron 35 candidatas. Al final del evento, Gladys Zender, Miss Universo 1957 de Perú, coronó a su sucesora Luz Marina Zuluaga de Colombia, convirtiéndose en la primera colombiana en ganar el título de Miss Universo.

## Resultados
| Posiciones         | Candidata |
| ------------------ | --- |
| Miss Universo 1958 | - Colombia - Luz Marina Zuluaga † |
| 1.ª finalista      | - Brasil- Adalgisa Colombo Teruszkin |
| 2.ª finalista      | - Hawái - Geri Hoo † |
| 3.ª finalista      | - Estados Unidos - Arlene Howell |
| 4.ª finalista      | - Polonia - Alicja Bobrzowska |
| Top 15             | - Alemania - Marlies Behrens - Chile - Raquel Molina Urrutia (†) - Dinamarca - Evy Norlund - Grecia - Marily Kalimopoulou - Holanda - Corine Rottschäfer (†) - Israel - Miriam Hadar - Japón - Tomoko Moritake - Perú - Beatriz Boluarte - Suecia - Birgitta Gårdman - Surinam - Gertrud Gummels |

## Premios especiales
- Simpatía: Tomoko Moritake (Japón)
- Fotogénica: Corine Rottschäfer (Holanda)

## Candidatas
| - Alaska – Eleanor Moses - Alemania – Marlies Jung Behrens - Argentina – Celina Mercedes Ayala - Australia – Astrid Tanda Lindholm - Bélgica – Liliane Taelemans - Brasil – Adalgisa Colombo Teruszkin † - Canadá - Eileen Cindy Conroy - Chile – María Raquel Molina Urrutia (†) - Colombia – Luz Marina Zuluaga Zuluaga † - Corea – Oh Geum-soon - Cuba – Arminia Pérez y González - Dinamarca – Evy Norlund - Ecuador – Alicia Vallejo Eljuri - Estados Unidos – Arlene Howell - Francia – Monique Boulinguez - Grecia – Marily Kalimopoulou - Guatemala – Ainda Maya Glinz | - Guayana Británica – Clyo Fernández - Hawái – Geraldine «Geri» Hoo Dwellers † - Holanda – Corine Spier-Rottschäfer (†) - Indias Occidentales – Angela Tong - Inglaterra – Dorothy Hazeldine - Israel – Miriam Hadar - Italia – Clara Copella - Japón- Tomoko Moritake - México – Elvira Leticia Risser Corredor - Noruega – Greta Andersen - Paraguay – Graciela Scorza Leguizamón - Perú – Beatriz Boluarte Figueroa - Polonia – Alicja Bobrowska - Singapur – Marion Willis Mei-Lin - Suecia – Birgitta Elisabeth Gårdman - Surinam – Gertrud Gummels - Uruguay – Irene Augustyniak - Venezuela – Ida Margarita Pieri Pérez |

No compitieron:
- Austria - Hanni Ehrenstrasser
- Costa Rica – Eugenia María Valverde Guardia
- Filipinas - Carmen Remedios Tuazon